# Нагорнов, Олег Викторович
Оле́г Ви́кторович Наго́рнов (15 августа 1956, Москва) — российский физик и математик, первый проректор Национального исследовательского ядерного университета «МИФИ» с 2010 года.

## Ранняя жизнь и начало карьеры
Олег Викторович Нагорнов родился 15 августа 1956 года в Москве. В 1976 году окончил Московский инженерно-физический институт с отличием по специальности «Теоретическая ядерная физика». С 1979 по 1982 год был аспирантом в МИФИ, в 1983 году стал младшим научным сотрудником университета. С 1985 по 1988 год работал ассистентом, а затем доцентом в МИФИ.

## Профессиональная деятельность
В 2007 году стал профессором и заведующим кафедрой в МИФИ. В 2008 году был назначен проректором МИФИ. С 2010 года является первым проректором Национального исследовательского ядерного университета «МИФИ».
Олег Викторович Нагорнов является членом экспертного совета Высшей аттестационной комиссии.

## Научная деятельность
Основными направлениями научных исследований Олега Викторовича Нагорнова являются - обратные задачи математической физики, математические модели в палеоклиматалогии, численные методы в задачах окружающей среды, тепломассоперенос и распространение волн в пористых многофазных средах.
Учёная степень:
- кандидат физико-математических наук (1983 год)
- доктор физико-математических наук (2005 год) [4]

## Награды
- Медаль ордена «За заслуги перед Отечеством» II степени (25 августа 2023) — за заслуги в научно—педагогической деятельности, подготовке квалифицированных специалистов и многолетнюю добросовестную работу[5]
- Премия Правительства Российской Федерации в области образования 2013 года (12 ноября 2013) — за научно-практическую разработку "Высокотехнологичные компьютерные учебно-диагностические системы по онкологии на основе экспертных знаний"[6]
- Почетная грамота Госкорпорации «Росатом» (2010)
- Ведомственный знак отличия Федеральной службы государственной статистики - медаль «За заслуги в проведении Всероссийской переписи населения»
- Грамота за подготовку специалистов по защите информации и в связи с 70-летием со дня образования НИЯУ МИФИ (2012)
- Почетная грамота Федеральной службы по финансовому мониторингу (2012)
- Нагрудный знак «Академик И.В.Курчатов» 4 степени (2012)

## Международная деятельность
- Визитинг-профессор в The Polar Ice Coring Office, University of Alaska Fairbanks, США (1991-1994 год)
- Руководитель проектов Международного научно-технического центра (МНТЦ) (1994-2004 год) [7]
- Лектор в Center of Theoretical Research, Facultad de Estudios Superiores Cuautitlan, Национальный автономный университет Мексики, Мексика (1996 год, 1998-2000 год)
- Co-руководитель проекта CRDF (Американский фонд гражданских исследований и развития) (1996-1999 год)
- Лектор в рамках магистерской программы "Numerical methods in Environmental problems" в университетах Аргентины, Facultad Regional de San Nicolas, Universidad Tecnologica Nacional и Universidade Nacional de San Juan (1997-2002 год)